# Kalipp
Kalipp är ett instrument att mäta mängden fett på kroppen med. Det går till så att kalippen är utformad som en klämma eller skjutmått och fästs med hud/underhudsfett mellan de två delarna av klämman. Vanligast är att mätningen sker där biceps och triceps sitter, dvs. på överarmens fram och baksida. Men även på lår och mage utförs mätningen. 
Värdena som fås fram förs sedan in i olika tabeller för att se mängden kroppsfett av den sammanlagda kroppsmassan.